# Јединица времена
Јединица времена или временска јединица је било који одређени временски интервал, који може бити искоришћен као стандардни метод мерења или изражавања трајања. Основна јединица за време у Међународном систему јединица (СИ), и већем делу Западног света, је секунда, дефинисана као приближно 9 милијарди осцилација цезијувог атома. Тачна савремена дефиниција, из Националног института за стандарде и технологију гласи:
Трајање од 9192631770 периода зрачења, које одговара преласку између два суперфина нивоа основног стања атома цезијума-133.
У прошлости јединице времена су биле дефинисане кретањем астрономских тела.
- На основу Сунца: година је била период времена за који би се Земља обрнула око Сунца. Јединице засноване на годинама укључују олимпијаде (четири године), луструм (пет година), индикт (15 година), деценију, век и миленијум.
- На основу Месеца: месец је био заснован на месечевом орбиталном периоду око Земље.
- На основу Земље: временски период током кога би се Земља обрнула око сопствене осе, као што би могло да се примети на сунчаном сату. Јединице које су првобитно изведене из ове базе су седмица од седам дана, и двонедељница од 14 дана. Подјединице укључују сат (24. део дана), који је подељен на минуте и на крају секунде. Секунда је постала стандардна међународна јединица (СИ јединице) у науци.
- На основу небеског свода: као у време звездâ, где је приметно кретање звезда и сазвежђа на небу коришћено за израчунавање дужине године.

Ове јединице немају сталну везу једне са другима и захтевају интеркалацију. На пример, година не може бити подељена на 12 месеци од по 28 дана, како је 12 пута 28 336, много мање од 365. Лунарни месец (како је дефинисан месечевом ротацијом) не траје 28 дана, него 28,3 дана. Година, дефинисана по Грегоријанском календару као период од 365,24 дана треба да буде прилагођена са преступним данима и преступним секундама. Самим тим, све ове јединице су сада дефинисане као већи број секунди.
Јединице времена засноване на редовима величине секунде укључују наносекунду и милисекунду.

## Историјски
Природне јединице за мерење времена које је користила већина историјских друштава су дан, сунчан година и месец. Такви календари укључују сумерске, египатске, кинеске, вавилонске, атичке, индијске, исламске, исландске, мајанске календаре, као и француски републикански календар.

Савремени календар потиче од римског календара, који је прерастао у Јулијански календар, а затим у Грегоријански календар.

## Научне јединице времена
- Трен је период времена за који светлост пређе раздаљину од једног фермија (отприлике величине једног нуклеона) у вакууму.
- Планковско време је време за које светлост пређе једну планковску дужину. У теорији, то је најмање мерење времена које ће икад бити могуће. Мање јединице времена немају своју примену у физици, каквом је разумемо данас.
- (од , јединица времена) — то је јединица времена дефинисана као 1024 µs која се користи у инжењерству.
- Сведберг је јединица времена која се користи за мерење времена седиментације (обично протеина). Она је дефинисана као 10-13 секунди (100 fs).
- Галактичка година, заснована на ротацији галаксије, и обично се мери у милионима година.[2]
- Геолошки опсег времена односи се стратиграфију времена. Дубоко време земљине прошлости подељено је на јединице према догађајима који су се десили у сваком периоду. На пример, граница између периода креде и периода палеогена одређена је Догађајем изумирања периода Креда–палеоген. Највећа јединица је супереон, који се састоји од еона. Еони су подељени на ере, које су саме подељене на периоде, епохе и доба. Ово није права математичка јединица, како сва доба, епохе, периоди, ере или еони немају исту дужину; уместо тога, њихова дужина је дефинисана геолошким и историјским догађајима, које их одређују појединачно.

## Списак
| Јединица                        | Д, Трајање и Величина                              | Напомене |
| ------------------------------- | -------------------------------------------------- | --- |
| Планковска временска јединица   | 5.39 x 10−44 s                                     | Период времена за које светлост пређе једну планковску дужину. Теоретски то је најмање мерење времена које ће икада бити могуће.[3] Мање јединице времена немају своју примену у физици каквом је разумемо данас. |
| јоктосекунда                    | 10−24 s                                            | |
| моменат (физика)                | 3 × 10−24s                                         | Период времена за које светлост пређе раздаљину од једног фермија (отприлике величине нуклеона) у вакууму. |
| цептосекунда                    | 10−21 s                                            | Скала мерења времена NIST-овог стронцијумског атмоског часовника. Најмањи фрагмент времена који тренутно може бити измерен износи 850 цептосекунди. |
| атосекунда                      | 10−18 s                                            | |
| фемтосекунда                    | 10−15 s                                            | Пулсирајуће време најбржих ласера. |
| Сведберг                        | 10−13 s                                            | Јединица времена која се користи за мерење времена седиментације (углавном протеина). |
| питосекунда                     | 10−12 s                                            | |
| наносекунда                     | 10−9 s                                             | Време за које молекули почињу да флуоресцирају. |
| потрес                          | 10−8 s                                             | 10 наносекунди, такође и неформални назив за кратки временски период. |
| микросекунда                    | 10−6 s                                             | Симбол је µs |
| милисекунда                     | 0.001 s                                            | Најмања јединица времена на штоперицама. |
| моменат (електроника)           | 1/60s to 1/50s                                     | Користи се за мерење времена између наизменичних енергетских циклуса. Такође и неформални термин за кратак временски период. |
| секунда                         | 1 s                                                | Основна јединица СИ система. |
| минута                          | 60 секунди                                         | |
| момент                          | 40. део сата (90 секунди)                          | Средњевековна јединица за време коју су користили астрономи да израчунају астрономске покрете. |
| ке                              | 14 минута и 24 секунди                             | Често израчунато као 15 минута, попут „четврти”, као на пример шест и четврт (6:15). |
| килосекунда                     | 1.000 секунди                                      | 16 минута и 40 секунди. |
| Сат                             | 60 минута                                          | |
| Дан                             | 24 сата                                            | Најдужа јединица која се користи на штоперицама и тајмерима за одбројавање. |
| Седмица                         | 7 дана                                             | Такође и "недеља". |
| мегасекунда                     | 1,000.000 секунди                                  | Око 11.6 дана. |
| Двонедељница                    | 2 недеље                                           | 14 дана |
| лунарни месец                   | 27 дана 4 сата 48 минута — 29 дана 12 сати         | Различите дефиниције лунарног месеца постоје. |
| месец                           | 28–31 дана                                         | Понекад израчунат као 30 дана. |
| четврт и годишње доба           | 3 месеца                                           | |
| семестар                        | 18-недељна подела академске године                 | У буквалном значењу "шест месеци", такође се користи и у овом смислу. |
| Година                          | 12 месеци или 365 дана                             | |
| обична година                   | 365 дана                                           | 52 недеље и 1 дан. |
| Тропска година                  | 365 дана и 5:48:45.216 сати                        | Просечно. |
| Грегоријанска година            | 365 дана и 5:49:12 сати                            | Просечно. |
| Звездана година                 | 365 дана и 6:09:09.7635456 сати                    | |
| преступна година                | 366 дана                                           | 52 недеља и 2 дана. |
| бинијум                         | 2 године                                           | |
| триенијум                       | 3 године                                           | |
| квадренијум                     | 4 године                                           | |
| олимпијада                      | 4-годишњи циклус                                   | 48 месеци, 1,461 дана, 35,064 сати, 2,103,840 минута, 126,230,400 секунди. |
| луструм                         | 5 година                                           | |
| деценија                        | 10 година                                          | |
| индикт                          | 15-огодишњи циклус                                 | |
| Скор                            | 20 година                                          | |
| гигасекунда                     | 1,000,000.000 секунди                              | Око 31.7 година. |
| јубилеј                         | 50 година                                          | |
| столеће                         | 100 година                                         | |
| миленијум                       | 1.000 година                                       | Такође и "". |
| Тетрасекунда                    | 1 трилион секунди                                  | Око 31,700 година. |
|                                 | 1,000,000 (106) година                             | Такође и "Мегагодина." Око 1.000 миленијума или 1 милион година. |
| петасекунда                     | 1015 секунди                                       | Око 31.700.000 година |
| галактичка година               | Приближно 230 милиона година                       | Период времена за који се Сунчев систем једном обрне око центра Млечног пута. |
| космолошка деценија             | варира                                             | 10 већа од претходне космолошка деценија, са CÐ 1 почетком или 10 секунди или 10 година након Великог праска, зависно од дефиниције. |
| аеон                            | 1,000,000.000 година или бесконачан период времена | Такође и "еон" |
| Дан Брамана (такође и Дан Бога) | 4,320,000.000 година или 4.32 аеона                | Као галактичка година која мери време за које сви соларни системи галаксије Млечни пут пређу око њеног центра једном, ово мерење времена је претпостављена дужина времена која је потребна да би све галаксије у универзуму прешле око свог претпостављеног центра (такође у "основна нула Великог праска"), једном. У овом контексту, "7 дана постања" споменутих у књизи о Постању виђени су у много другачијем светлу, како је за Земљу процењено да је стара око 4,3 милијарде година, или 1 дан према Вердичком систему времена. |
| екстрасекунда                   | 1018 seconds                                       | Око 31.700.000.000 година |
| зетасекунда                     | 1021 секунди                                       | Око 31.7 трилиона година |
| јотасекунда                     | 1024 секунди                                       | Око 31.7 x 1015 година |

## Међусобно повезане јединице времена
Све важне јединице времена могу бити повезане. Основне јединице су секунда, дефинисана у смислу атомског процеса; дан, интеграл више секунди; и година, обично 365.25 дана. Већина других јединица које се користе су садржиоци или количници ова три. Цртеж показује три небеска тела, чији се орбитални параметри односе на јединице времена.